# تی‌ی‌آی کروزس
تی‌ی‌آی کروزس (انگلیسی: TUI Cruises) شرکت گردشگری آلمانی است، که در سال ۲۰۰۷ توسط گروه تی‌یوآی تأسیس شد.